# Luigi Pico della Mirandola (1526-1581)
Luigi Pico della Mirandola (1526 – Reggio Emilia, 25 luglio 1581) è stato un nobile italiano.

## Biografia
Era figlio di Galeotto II Pico e di Ippolita Gonzaga. Il padre, dopo aver ucciso lo zio Gianfrancesco II nel 1533, si mise sotto la protezione del re di Francia e nel 1536 inviò la moglie e i figli alla corte di Francesco I di Francia, mentre in seguito prese residenza nella Signoria di Bouteville.
Nel 1552 il vescovo Cesare Borgognoni decise di rassegnare le dimissioni dalla sede episcopale di Limoges a favore di Luigi Pico, forse suo parente. Quest'ultimo non ottenne, per ragioni sconosciute, la nomina della Santa Sede per questa transazione e il vescovado di Limoges venne attribuito a Sébastien de L'Aubespine nel 1558.
Secondo M. de Thou, Luigi Pico lasciò lo stato ecclesiastico dopo essere stato trasferito nel 1558 all'abbazia di Saint-Mesmin di Micy, divenendone abate commendatario al posto di Sébastien de L'Aubespine.
Dopo aver espressamente rinunciato al vescovado di Limoges, il 30 agosto 1561 trovò un accordo con i fratelli Ludovico II Pico e Ippolito per la suddivisione dell'eredità del padre, che lo aveva estromesso dal testamento redatto nel 1550 a Parigi, ottenendone la quota di legittima pari alla dodicesima parte (20.000 scudi d'oro).
Dopo la morte del fratello quarantunenne Ludovico II (18 dicembre 1568), Luigi fu nominato insieme all'altro fratello Ippolito Pico e alla cognata Fulvia da Correggio quale conte reggente di Mirandola e Concordia e tutore di Galeotto III Pico della Mirandola (che all'epoca aveva 4 anni). Nel 1569 fece realizzare nella chiesa di San Francesco un sontuoso monumento marmoreo per custodire il cuore del fratello Ippolito, ucciso dagli Ugonotti durante la battaglia di Jarnac. Subito dopo Luigi dichiarò come non valida la rinuncia all'eredità fatta nel 1561, rivendicando anche la quota di legittima del fratello Ippolito, pretendendo quindi la somma complessiva di 50.000 scudi d'oro.
Luigi Pico ebbe aspri contrasti con la cognata Fulvia da Correggio. Nonostante l'arrivo a Mirandola di 200 soldati francesi, del duca di Nevers (fratello del duca di Mantova), e nel 1572 delle cognate Fulvia di Randan e Silvia di Roccafuoco, le dispute sul potere tra Fulvia e Luigi continuarono senza sosta. Perciò, la sorella Fulvia di Randan consigliò a Luigi di partire nel novembre 1572 per la Francia al fine di far calmare le acque al castello dei Pico. Nel 1574, al ritorno di Luigi e Silvia da Parigi dopo la morte di re Carlo IX di Francia, la cognata Fulvia da Correggio diede ordine di sbarrare le porte in faccia a Luigi, lasciandolo fuori della fortezza della Mirandola. La contessa di Randan, indignata per tale gesto, uscì dal castello di Mirandola per andar incontro al fratello Luigi e leggere al popolo una lettera inviatale dal re di Francia allo scopo di scatenare una sommossa: il risultato fu però che anch'essa si vide sbarrato il portone della città, cosicché non potendo più rientrare, dovettero tutti ritirarsi a Reggio Emilia nella residenza di Luigi Pico.
Morì il 25 luglio 1581 a Reggio Emilia, dove fu sepolto nella chiesa di San Spirito dei frati minori osservanti.

## Ricordo
A Mortizzuolo, frazione di Mirandola, si trova tuttora la chiesa di San Leonardo Limosino, riedificata nel XVI secolo.

## Discendenza

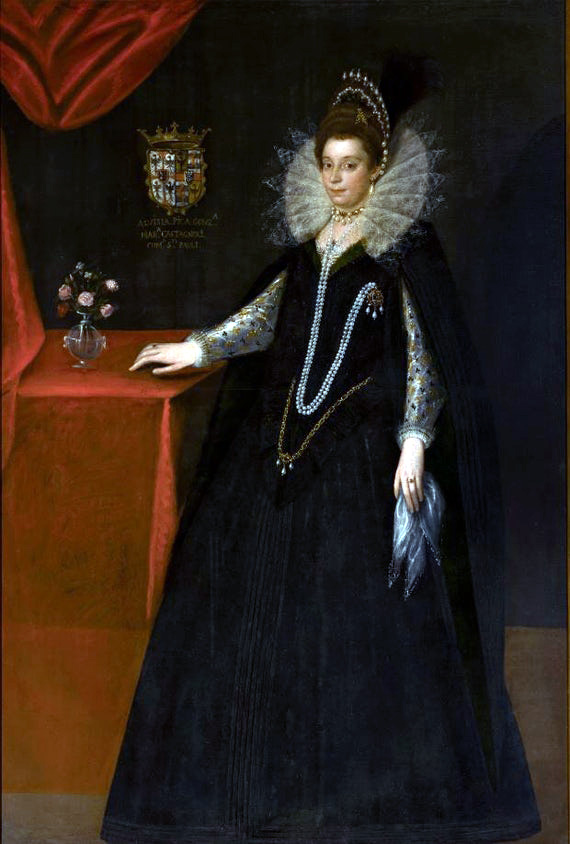
Luisa Pico Gonzaga

Luigi Pico sposò Eleonora Villa, figlia del conte Alfonso Villa di Ferrara, da cui ebbe una sola figlia:
- Luisa (*1582 - †1625), che sposò Gianfrancesco Gonzaga (?-†1630), conte di Castagnola, con cui ebbe quattro figli.

## Ascendenza
|                            |                       |                                          | Genitori                          |  |  | Nonni |  |  | Bisnonni        |  |  | Trisnonni            |  |
|                            |                       |                                          |                                   |  |  |       |  |  | Galeotto I Pico |  |  | Gianfrancesco I Pico |  |
|                            |                       |                                          |                                   |  |  |       |  |  | Galeotto I Pico |  |  | Gianfrancesco I Pico |  |
|                            |                       | Giulia Boiardo                           |                                   |  |  |       |  |  | Galeotto I Pico |  |  |                      |  |
| Ludovico I Pico            |                       |                                          |                                   |  |  |       |  |  | Galeotto I Pico |  |  |                      |  |
|                            |                       | Bianca d'Este                            | Niccolò III d'Este                |  |  |       |  |  |                 |  |  |                      |  |
|                            |                       | Bianca d'Este                            | Niccolò III d'Este                |  |  |       |  |  |                 |  |  |                      |  |
|                            |                       | Bianca d'Este                            | Anna de' Roberti                  |  |  |       |  |  |                 |  |  |                      |  |
| Galeotto II Pico           |                       | Bianca d'Este                            |                                   |  |  |       |  |  |                 |  |  |                      |  |
|                            |                       | Gian Giacomo Trivulzio                   | Antonio Trivulzio                 |  |  |       |  |  |                 |  |  |                      |  |
|                            |                       | Gian Giacomo Trivulzio                   | Antonio Trivulzio                 |  |  |       |  |  |                 |  |  |                      |  |
|                            |                       | Gian Giacomo Trivulzio                   | Francesca Visconti                |  |  |       |  |  |                 |  |  |                      |  |
| Francesca Trivulzio        |                       | Gian Giacomo Trivulzio                   |                                   |  |  |       |  |  |                 |  |  |                      |  |
|                            |                       | ?                                        | ?                                 |  |  |       |  |  |                 |  |  |                      |  |
|                            |                       | ?                                        | ?                                 |  |  |       |  |  |                 |  |  |                      |  |
|                            |                       | ?                                        | ?                                 |  |  |       |  |  |                 |  |  |                      |  |
| Luigi Pico della Mirandola |                       | ?                                        |                                   |  |  |       |  |  |                 |  |  |                      |  |
|                            | Gianfrancesco Gonzaga | Ludovico II Gonzaga, marchese di Mantova |                                   |  |  |       |  |  |                 |  |  |                      |  |
|                            | Gianfrancesco Gonzaga | Ludovico II Gonzaga, marchese di Mantova |                                   |  |  |       |  |  |                 |  |  |                      |  |
|                            | Gianfrancesco Gonzaga | Barbara di Brandeburgo                   |                                   |  |  |       |  |  |                 |  |  |                      |  |
| Ludovico Gonzaga           | Gianfrancesco Gonzaga |                                          |                                   |  |  |       |  |  |                 |  |  |                      |  |
|                            |                       | Antonia del Balzo                        | Pirro del Balzo                   |  |  |       |  |  |                 |  |  |                      |  |
|                            |                       | Antonia del Balzo                        | Pirro del Balzo                   |  |  |       |  |  |                 |  |  |                      |  |
|                            |                       | Antonia del Balzo                        | Maria Donata Orsini               |  |  |       |  |  |                 |  |  |                      |  |
| Ippolita Gonzaga           |                       | Antonia del Balzo                        |                                   |  |  |       |  |  |                 |  |  |                      |  |
|                            |                       | Gianluigi II Fieschi                     | Gianluigi I Fieschi               |  |  |       |  |  |                 |  |  |                      |  |
|                            |                       | Gianluigi II Fieschi                     | Gianluigi I Fieschi               |  |  |       |  |  |                 |  |  |                      |  |
|                            |                       | Gianluigi II Fieschi                     | Luisetta Fregoso                  |  |  |       |  |  |                 |  |  |                      |  |
| Francesca Fieschi          |                       | Gianluigi II Fieschi                     |                                   |  |  |       |  |  |                 |  |  |                      |  |
|                            |                       | Caterina Del Carretto                    | Giovanni I Lazzarino Del Carretto |  |  |       |  |  |                 |  |  |                      |  |
|                            |                       | Caterina Del Carretto                    | Giovanni I Lazzarino Del Carretto |  |  |       |  |  |                 |  |  |                      |  |
|                            |                       | Caterina Del Carretto                    | Viscontina Adorno                 |  |  |       |  |  |                 |  |  |                      |  |
|                            |                       | Caterina Del Carretto                    |                                   |  |  |       |  |  |                 |  |  |                      |  |